# William Gibson
 Der er for få eller ingen kildehenvisninger i denne artikel, hvilket er et problem. Du kan hjælpe ved at angive troværdige kilder til de påstande, som fremføres i artiklen.

Wiliam Ford Gibson (født 17. marts 1948) er en amerikansk-canadisk science fiction-forfatter, der er blevet kaldt cyberpunkens fader, til dels fordi han i 1982 fandt på betegnelsen cyberspace, til dels på grund af hans første roman, Neuromantiker (originaltitel Neuromancer), og dens store succes. 
I 1968 tog Gibson til Canada. Han slog sig ned i Vancouver fem år senere og begyndte at skrive science fiction. Selvom han stadig er amerikansk statsborger, har Gibson tilbragt det meste af sit voksenliv i Canada, og han bor stadig i Vancouver-området.

## Litterær karriere

### De tidlige år: Noveller ogBurning Chrome(1972-1984)
Gibsons tidlige værker er som regel futuristiske fortællinger om påvirkningen af kybernetikken og cyberspace (en computer.-simuleret virkelighed) på mennesket. Temaer som højteknologiske "Klondyke"-agtige byer, optagede eller transmitterede stimuli (der senere blev til "sim-stim", der optræder så hyppigt i Neuromantiker) og den dystopiske sammensmeltning af teknologi og menneske, er allerede tydelige elementer i hans første udgivne novelle Stumper af et rosenhologram (originaltitel Fragments of a Hologram Rose – findes i novellesamlingen Johnny Mnemonic og andre historier).

### NeuromancerogSprawl-trilogien (1984-1988)
I 1980'erne kom der en film noir-agtig og trøstesløs stemning over Gibsons værker. Hans noveller begyndte at udforske de temaer, som han til sidst udviklede fuldt ud i sin første roman, Neuromatiker. Neuromantiker var den første roman, der vandt alle de tre store science fiction-priser: Nebula Award, Hugo Award og Philip K. Dick Award.
De efterfølgende romaner, som indgår i hans første trilogi – almindeligt kendt som "Sprawl"-trilogien er Count Zero (1986) og Mona Lisa overdrive (1988)

### The Difference EngineogBridge-trilogien (1990-1999)
Efter at have færdiggjort Sprawl-trilogien, var Gibsons næste projekt en afstikker fra cyberpunk-rødderne, nemlig et steampunk-samarbejde med Bruce Sterling – The Difference Engine, en kontrafaktisk historie, der foregår i et teknologisk avanceret England i Victoriatiden blev nomineret til Nebula Award som bedste roman i 1991 og til John W. Campbell Memorial Award i1992. Gibsons anden trilogi, den såkaldte Bridge-trilogi, foregår i San Francisco i en ikke så fjern fremtid og fremstiller Gibsons tilbagevendende temaer om teknologisk, fysisk og åndelig transcendens i en noget mere velfunderet, saglig stil end hans første trilogi. Bøgerne i denne trilogi hedder Virtual Light (1994), Idoru (1997) og All Tomorrow's Parties (1999)

### Senere romaner (1999- )
Efter All Tomorrow's Parties blev Gibsons skrivemåde mere realistisk. Romanen Mønstergenkendelse (originaltitel Pattern Recognition, der foregår i nutiden, kom for første gang på bestsellerlisten.

## Samarbejder, filmatiseringer etc.

### Samarbejder
I 1990 skrev Gibson den kontrafaktiske historie The Difference Engine sammen med vennen og medstifteren af cyberpunk-bevægelsen, Bruce Sterling. Romanen er en af de grundlæggende tekster inden for steampunk-undergenren inden for spekulativ fiktion.
Tidligere samme år skrev Gibson en artikel om et San Francisco i forfald, og hvor Bay Bridge er lukket og overtaget af hjemløse (et tema der senere indgik i Bridge-trilogien) som en del af et samarbejde med arkitekterne Ming Fung og Craig Hodgetts.
I 1992 skrev Gibson Agrippa (A Book of the Dead), der er et elektronisk digt. Det fokuserede på mindernes æteriske natur (titlen henviser til et fotoalbum) i et samarbejde med maleren Dennins Ashbaugh og forlægger Kevin Begos. Bogen inkluderede en selv-slettende diskette, der var beregnet til at vise teksten én gang for derefter at "spise sig selv". Digtet er senere blevet blevet lagt på internettet Arkiveret 23. november 2013 hos  Wayback Machine.
Gibson skrev sammen med vennen Tom Maddox to X-Files-episoder og i 1998 skrev han introduktionen til Art of the X-Files. Han gæsteoptrådte også i miniserien Wild Palms.
I 1997 samarbejde Gibson med den anmelderroste dansegruppe Holy Body Tattoo, hvor han bidrog med tekst, der blev integreret i gruppens optræden.

### Filmatiseringer og filmmanuskripter
To af Gibsons noveller er blevet filmatiseret: Johnny Mnemonic fra 1995 med Keanu Reeves og med manuskript af Gibson, samt New Rose Hotel med Christopher Walken, Willem Dafoe og Asia Argento, der begge foregår i The Sprawl-trilogiens univers. Gibson skrev desuden et tidligt udkast til Alien 3, hvoraf kun få elementer kom med i den endelige film. 
Gibson var emnet i Mark Neales dokumentarfilm No Maps for These Territories, der fulgte Gibson tværs over det nordamerikanske kontinent og hvori forskellige sider af Gibsons privatliv, litterære karriere og kulturelle fortolkninger blev diskuteret.

## Betydning
Gibson har inspireret adskillige populære musikere – der er referencer til hans bøger hos Stuart Hamm, Billy Idol, Warren Zevon, Deltron 3000, Straylight Run og Sonic Youth. Gruppen U2 havde på et tidspunkt planer om at lade teksten fra Neuromantiker køre på en skærm over dem på en koncertturne, men endte dog med ikke at gøre det. Men medlemmer af gruppen lavede baggrundsmusikken til lydbogsudgaven af Neuromantiker, lige som de var med i den biografiske dokumentarfilm, No Maps for These Territories. Gibson gjorde gengæld og skrev en artikel om U2 på turne, U2's City of the blinding light i tidsskriftet Wired.
I den skelsættende cyberpunk-film The Matrix fra 1999 er selve filmens titel og visse af hovedpersonerne inspireret af Neuromancer.

### Visionær betydning
Gibson fandt på betegnelsen "cyberspace" og brugte første gang ordet "matrix" i Neuromantiker. Han forudså internettets stigende betydning samt dets mange subkulturelle aspekter, f.eks. hacker-subkulturen i Neuromantiker. I Mønstergenkendelse foregår en del af handlingen omkring filmstumper, der lægges anonymt forskellige steder på internettet. Personerne i romanen spekulerer over filmmagerens identitet, motiver, metoder og mål på adskillige hjemmesider, og på den måde forudsiger Gibson internetfænomenet i 2006, Lonelygirl15.
Trods alt dette har Gibson aldrig haft noget særligt forhold til computere. Faktisk blev hans banebrydende roman Neoromantiker skrevet på en almindelig skrivemaskine.